# Коршунов, Евгений Васильевич
Евге́ний Васи́льевич Ко́ршунов (2 [15] апреля 1907, Сестрорецк, Санкт-Петербургская губерния — 1 марта 1970, Москва) — советский военный деятель, генерал-полковник (16 июня 1965 года), кандидат военных наук.

## Начальная биография
Евгений Васильевич Коршунов родился 2 (15) апреля 1907 года в Сестрорецк ныне в составе Курортного района Санкт-Петербурга.
Во время Первой мировой войны лишился родителей и с декабря 1917 года воспитывался в детском доме в городе Детское Село.
С конца 1921 года работал на строительстве Семиреченской железной дороги в Средней Азии. В 1922 году переехал в Екатернослав и с марта 1923 года работал на строительстве тоннеля на Мерефо-Херсонской железной дороге, а с октября 1924 года перешёл в паровозное депо станции Нижнеднепровск-Узел, где работал помощником моториста, слесарем, кочегаром помощником машиниста.

## Военная служба

### Довоенное время
1 октября 1928 года призван в ряды РККА и направлен на учёбу в Борисоглебско-Ленинградскую кавалерийскую школу, после окончания которой в июне 1931 года направлен в 10-й кавалерийский полк (2-я кавалерийская дивизия, Киевский военный округ), в составе которой служил на должностях командира кавалерийского взвода, командира сапёрного взвода, помощника начальника штаба полка, начальника связи полка и начальника оперативного отделения штаба полка. В 1932 году вступил в ряды ВКП(б). В период с января по июль 1937 года учился на Краснознамённых кавалерийских курсах усовершенствования командного состава в Киеве, после окончания которых вернулся в 10-й кавалерийский полк, в составе которого служил помощником начальника штаба и начальником штаба полка.
В мае 1938 года назначен на должность начальника связи 15-го кавалерийского полка в составе 3-й Бессарабской кавалерийской дивизии (Киевский военный округ), дислоцированного в Изяславе. В сентябре того же года направлен на учёбу в Военную академию РККА имени М. В. Фрунзе, после окончания которой в мае 1941 года назначен помощником начальника 1-го (оперативного) отделения штаба 217-й стрелковой дивизии (Орловский военный округ), формировавшейся в Борисоглебске.

### Великая Отечественная война
С началом войны Капитан Е. В. Коршунов находился на прежней должности. 217-я стрелковая дивизия к 1 июля передислоцирована в Брянск и затем вела оборонительные боевые действия в районе Рославля и на реке Десна в ходе Смоленского оборонительного сражения.
В октябре 1941 года направлен на учёбу в Академию Генерального штаба РККА, но 8 ноября отозван и назначен на должность начальника штаба 77-й морской стрелковой бригады, формировавшейся на станции Тихорецкая. По завершении формирования бригада в январе 1942 года была передислоцирована на Карельский фронт, где в составе 14-й и 19-й армий вела боевые действия в районе Кандалакши.
13 мая 1942 года майор Е. В. Коршунов назначен на должность начальника штаба 186-й стрелковой дивизии в составе 26-й армии (Карельский фронт), ведшей бои на кестеньгском и ребольском направлениях.
В августе 1942 года полковник Коршунов переведён на должность командира 27-й стрелковой дивизии, ведшей оборонительные боевые действия в районе села Ругозеро, а с августа 1944 года участвовавшей в ходе Выборгско-Петрозаводской и Свирско-Петрозаводской наступательных операций. В сентябре дивизия была передислоцирована в район Ухты, а в ноябре — в Вологду на доукомплектование. В январе 1945 года дивизия направлена на 2-й Белорусский фронт, в составе которого с марта принимала участие в ходе Восточно-Померанской наступательной операции, во взятии городов Штольп, Данциг, Гдыня, а также ликвидации померанской группировки войск противника.

### Послевоенная карьера
С июля 1945 года полковник Е. В. Коршунов находился в распоряжении Военного совета Северной группы войск и Главного управления кадров НКО и в феврале 1946 года направлен на учёбу в Высшую военную академию имени К. Е. Ворошилова, после окончания которой в марте 1948 года направлен в Дальневосточный военный округ, где назначен на должность заместителя начальника оперативного управления штаба округа, а в январе 1950 года — на должность первого заместителя начальника штаба — начальника Оперативного управления штаба округа. С августа 1953 года служил начальником оперативного управления штаба Центральной группы войск.
В декабре 1954 года переведён из Сухопутных войск в Войска ПВО и назначен на должность начальника штаба Бакинского округа ПВО, в мае 1957 года — на должность командующего Уральской армией ПВО — заместителя командующего войсками Уральского военного округа по Войскам ПВО страны, в июле 1963 года — на должность первого заместителя командующего войсками Бакинского округа ПВО, а 26 мая 1964 года — на должность начальника Военной командной академии противовоздушной обороны.
С июля 1966 года генерал-полковник Е. В. Коршунов находился в распоряжении Министра обороны СССР и с апреля 1967 года служил помощником Главнокомандующего войсками ПВО страны по военно-учебным заведениям — начальником вузов ПВО страны.
Генерал-полковник Евгений Васильевич Коршунов 16 ноября 1968 года вышел в отставку по болезни. Умер 1 марта 1970 года в Москве. Похоронен на Преображенском кладбище.

## Награды
- Орден Ленина (13.06.1952);
- Пять орденов Красного Знамени (02.01.1944, 08.05.1945, 14.06.1945, 20.06.1949, 31.10.1967);
- Орден Красной Звезды (03.11.1944);
- Медали.

Иностранные награды
- Крест Храбрых (ПНР; 19.12.1968);
- Медаль «За Одру, Нису и Балтику» (ПНР);
- Медаль «20 лет Болгарской народной армии» (НРБ, 22.08.1964).